# Frédéric Leclercq
Frédéric Alexandre Leclercq (ur. 23 czerwca 1978 we Francji) – francuski muzyk i kompozytor, multiinstrumentalista, znany przede wszystkim z występów w brytyjskiej grupie DragonForce, w której gra na gitarze basowej. Do zespołu dołączył w 2005 roku, początkowo jako muzyk koncertowy. Rok później został oficjalnym członkiem tejże formacji. Leclercq pozostaje także członkiem zespołów Sudel's Project, Egoine i Sinsaenum. Był również członkiem zespołów Denied, Heavenly, Hors Normes i Memoria. Ponadto, jako muzyk koncertowy współpracował z takimi grupami jak: Carnival in Coal, Loudblast, Machine Head, czy Sabaton.

## Instrumentarium
- ESP LTD FL-204 Fred Leclercq Electric Bass Guitar[5]
- ESP Forest-STD Bass Guitar[6]
- Mister Fof FL-4 Bass Guitar[6]
- ESP Custom Eclipse[6]
- Peavey Tour 700 Bass Amp[6]
- Peavey Tour 810 Bass Cabinets[6]
- Samson Wireless Systems[6]

## Wybrana dyskografia
- Carnival in Coal - Collection Prestige (2005, Elitist Records, gościnnie: gitara, śpiew)[7]